# 多項式の展開
数学において多項式の展開（たこうしきのてんかい、英: polynomial expansion）とは、複数の多項式の積を一つの多項式で表すことをいう。これは因数分解と逆の操作である。式の見た目として括弧がなくなるため、展開することを俗に「括弧を外す」ということもある。因数分解には統一的な方法論が無いのに対し、展開は分配法則を用いて機械的に行うことができる。この法則は、級数に対するものに自然に拡張される。

## 概要
分配法則
a(b + c) = ab + ac
を用いることで、多項式の積を一つの多項式で表すことが可能。まず、帰納法により、第二因子が n 個の項の和である場合の分配法則を得る。
a(b1 + ⋯ + bn) = ab1 + ⋯ + abn
第一因子も複数の項の和である場合、すなわち
(a1 + ⋯ + am)(b1 + ⋯ + bn)
については、次のように計算される。
1. 第一因子を A とおくと、A(b1 + ⋯ + bn) となる
2. 分配法則により、これは Ab1 + ⋯ + Abn に等しい
3. この式の第 i 項は (a1 + ⋯ + am)bi であり、再び分配法則を用いると、これは a1bi + ⋯ + ambi に等しい
4. よって、全体は (a1b1 + ⋯ + amb1) + ⋯ + (a1bn + ⋯ + ambn) に等しい

この結果を記号 ∑
 を用いて書くならば
{\displaystyle {\Bigl (}\sum _{i=1}^{m}a_{i}{\Bigr )}{\Bigl (}\sum _{j=1}^{n}b_{j}{\Bigr )}=\sum _{i=1}^{m}\sum _{j=1}^{n}a_{i}b_{j}}
である。言葉で表現するならば、
第一因子の項と第二因子の項、全ての組み合わせについて積をとり、その和が展開の結果である
ということである。第一因子が m 個の項の和、第二因子が n 個の項の和であれば、第一因子の項と第二因子の項の組み合わせは mn 通りであるから、展開した結果は mn 個の項の和になる。
3つ以上の多項式の積についても同様のことがいえる。すなわち、
それぞれの因子からひとつずつ項を選ぶ、その全ての組み合わせについて積をとり、その和が展開の結果である
ことがしたがう。k 個の多項式の積であって、i 番目の多項式が ni 個の項の和であれば、展開した結果は n1 ⋯ nk 個の項の和になる。

## 具体例
(a + b + c)(x + y) を展開すると、ax + ay + bx + by + cx + cy となる。展開の様子は次の表のように表せる。
{\displaystyle {\begin{array}{c|cc}\times &a&b&c\\\hline x&ax&bx&cx\\y&ay&by&cy\end{array}}}
展開したのち、さらに簡単にできる場合もある。例えば (a + b)(a − b) を展開する場合の表は
{\displaystyle {\begin{array}{c|cc}\times &a&b\\\hline a&a^{2}&ab\\-b&-ab&-b^{2}\end{array}}}
であるが、ab と -ab が打ち消しあうため、a2 − b2 となる。通常はこのような計算も含めて「多項式の展開」と呼ぶ。数学教育においては、こういう場合の展開式、例えば次のような式を公式として教授することが多い。
- (a + b)(a − b) = a2 − b2
- (a + b)(a2 − ab + b2) = a3 + b3
- (a + b)2 = a2 + 2ab + b2

右辺を左辺に変形することは因数分解であるから、これらは展開の公式であるとともに因数分解の公式ともみなせる。

## 冪級数への拡張
多項式は有限個の項の和であるが、無限個の項の和である（形式的）冪級数に対する積が定義され、多項式の展開の自然な拡張とみなせる。以下、簡単のために1変数の冪級数
{\displaystyle \sum _{i=0}^{\infty }a_{i}x^{i}=a_{0}+a_{1}x+a_{2}x^{2}+\dotsb }
についてのみ考える。ふたつの冪級数の積は
{\displaystyle {\Bigl (}\sum _{i=0}^{\infty }a_{i}x^{i}{\Bigr )}{\Bigl (}\sum _{j=0}^{\infty }b_{j}x^{j}{\Bigr )}=\sum _{k=0}^{\infty }{\Bigl (}\sum _{i+j=k}a_{i}b_{j}{\Bigr )}x^{k}}
と定義される。冪級数をその収束域に対する関数とみなした場合、これは関数の積に対応する。

### 例
指数関数のテイラー展開
{\displaystyle e^{x}=1+x+{\frac {x^{2}}{2}}+{\frac {x^{3}}{6}}+\dotsb }
の右辺の平方を上記の法則で「展開」すると、
{\displaystyle {\biggl (}1+x+{\frac {x^{2}}{2}}+{\frac {x^{3}}{6}}+\dotsb {\biggr )}^{\!2}=1+2x+2x^{2}+{\frac {4}{3}}x^{3}+\dotsb }
となるが、この右辺は (ex)2 すなわち e2x のテイラー展開に等しい。これらの冪級数は、x にいかなる複素数を代入しても収束するが、収束域が限られたものも存在する。例えば、
{\displaystyle (1-x)(1+x+x^{2}+x^{3}+\dotsb )=1}
であるが、1 + x + x2 + x3 + ⋯ は |x| < 1 の範囲でのみ収束する。表現を変えるならば、複素関数 1 + x + x2 + x3 + ⋯ の解析接続は 1/(1 − x) であり、これは x = 1 のみを1位の極に持ち、その他の点で正則である。